# Heinrich Wastian
Heinrich Wastian (3. března 1873 Štýrský Hradec – 1. září 1931 Štýrský Hradec) byl rakouský spisovatel a politik ze Štýrska, na počátku 20. století poslanec Říšské rady.

## Biografie
Zasedal coby poslanec Štýrského zemského sněmu. Město Maribor mu udělilo čestné občanství. Byl též literárně činný, Publikoval pod pseudonymem Heini von Steier.
Působil i jako poslanec Říšské rady (celostátního parlamentu Předlitavska), kam usedl v doplňovacích volbách roku 1905 za kurii městskou ve Štýrsku, obvod Maribor, Sl. Bistrica, Sl. Gradec. Nastoupil 26. září 1905 místo Eduarda Wolffhardta. Do parlamentu se vrátil v doplňovacích volbách 12. června 1905 poté, co rezignoval poslanec Julius Derschatta von Standhalt. Šlo již o volby konané podle všeobecného a rovného volebního práva Uspěl v obvodu Štýrsko 02. Zvolen byl i ve volbách roku 1911, tentokrát za obvod Štýrsko 09. Rezignace byla oznámena 30. května 1917.
Ve roce 1906 se uvádí jako poslanec bez klubové příslušnosti, který názorově stojí na pozicích všeněmců, přičemž byl na pomezí Všeněmeckého sjednocení a Deutschradikale Partei. Po volbách roku 1909 i 1911 zastupoval na Říšské radě Německý národní svaz, do kterého se volně spojilo několik německých národoveckých proudů.
Po zániku monarchie vedl štýrskou komisi pro odškodnění invalidů a předsedal zemské organizaci péče o mládež. Zemřel v září 1931 v zemské nemocnici ve Štýrském Hradci.